# Marta Pérez i Sierra
Marta Pérez i Sierra (Barcelona, 7 de juliol del 1957) és una escriptora catalana.

## Biografia[calcitació]
Va estudiar filologia catalana i va treballar com a professora. És coautora de llibres de text i de guies didàctiques de llengua i literatura d'Educació Primària. El 2002 va debutar com a poetessa amb el llibre Sexe Mòbil Singular (SMS), de l'editorial Viena, que va ser reeditat el 2013 amb il·lustracions de 32 diferents artistes, amb el títol SMS - Il·lustrat.
Autora prolífica, ha escrit poesia, relats i contes infantils durant més de 20 anys. Des del 2014 fins al 2019 va dirigir i coordinar, com a dinamitzadora cultural, el projecte Contrapunt Poètic a Sant Feliu de Llobregat. També ha dirigit i coordinat el cicle Pinzellades Poètiques a la galeria La Sin Nombre.
Ha cocreat diferents espectacles poètics, com ara Ostatge, amb la cantautora Lidia Uve; Claus a la llimona, amb la ballarina Aida González Olvera i la músic Valeria Feigan, i T’obro la meva veu sota dels núvols, sobre poemes de Felícia Fuster, també amb Aida González i Valeria Feigan.

## Obres

### Poesia
- Safrà, Viena Edicions, 2024
- Escrit en un tovalló de bar i altres poemes, Voliana Edicions, 2024
- En brut, Témenos edicions, 2022
- Punta de plom, Pagès editors, 2020
- Escorcoll, Ed. Del Buc, 2019
- Gàngsters, ploma i Vaudeville, Editorial Gregal, 2018
- Llavors, els peixos, La Garúa libros – Tanit, 2017
- Ostatge, Témenos 2016
- Un segon fora del dubte, Gregal 2016
- M'he empassat la lluna, Viena 2015
- SMS - Il·lustrat, Cims, 2013
- Si goso dir-li un mont d'amant, Cims 2013
- Bocins, Ed. Bubok, 2012
- Dones d'heura, Pagès editors, Lleida 2011
- Fil per Randa, Ed. Bubok, Barcelona 2008
- Sexe Mòbil Singular (SMS), Viena Edicions, Barcelona 2002

### Relats
- Un bonsai dins meu, Aledis editorial, 2022
- Compte amb el buit, microrelats, Témenos, 2018
- Bavastells, microrelats, Walrus, 2014
- I demà, l'atzar, relats, SetzeVents Editorial, Urús 2009

### Contes infantils
- La fada i el mosquit, ARC, 2020 (il·lustradora: Núria Saladrigas)
- ¿Dónde estàs?, Sd·edicions, 2016 (il·lustrador: Pitu Álvarez). (En castellà)
- El senyor de la clenxa, Bubok, 2013 (il·lustrador: Pere Cabaret)

### Curadora
- Dones, arbres i poesia, Voliana Edicions, 2021 (Amb la professora Margalida Capellà)
- Vésten en'layre. Homenatge a Alexandre de Riquer, Ed. Témenos, 2020 (Amb la poeta Teresa Costa-Gramunt, comissaria de l’Any Riquer).
- Autisme. Trenquem el silenci amb la poesia, Viena edicions, 2104. (Amb l'equip de coordinadors del Projecte Àgatha, projecte solidari a favor de l’autisme.[3]
- Vivències, Ed. Andana, 2013 (Edició biogràfica de Teresa Berrozpe Just)

## Premis literaris[calcitació]
- XLIII Premi de Poesia «25 d’abril» Vila de Benissa, 2023: Safrà
- 5è Premi Esteve Albert – Vila d’Argentona, 2022: Escrit en un tovalló de bar
- Festival Internacional de poesia en línia Soc Refugiat Barcelona, PEN Català, 2020
- Agustí Bartra – Ciutat de Terrassa, 2019: Punta de plom
- Manuel Rodríguez Martínez - Ciutat d’Alcoi, 2019: Escorcoll
- Josep Fàbregas i Capell - Vila de Sallent, 2015: Ostatge
- Jocs Florals de Perpinyà, 2013
- Narració curta de Sant Hilari Sacalm, 2012
- Jordi Pàmias,[4] 2010: Dones d'heura
- Narrativa curta Vila de Castellbisbal, 2009
- Relats breus del Tram, 2007
- Premi de poesia Ràdio Llinars,1988
- Jocs Florals de Gràcia, 1986